# Морская (платформа Октябрьской железной дороги)
Морска́я — демонтированная платформа Сестрорецкого направления Октябрьской железной дороги в Приморском районе Санкт-Петербурга к западу от Ольгина. Находилась рядом с Приморским шоссе.

## История
Открытие платформы было связано с популярностью созданного в 1961—1965 годах Северо-Приморского лесопарка (от платформы к побережью ведут 2 просеки) и планом тех же лет строительства второй площадки Ленинградского зоопарка.
Впоследствии пассажиропоток иссяк, платформа была закрыта 1 апреля 1999 года и претерпела реконструкцию. Уменьшилась её длина (вместо 10 вагонов теперь могла принять лишь 4), были поставлены новые ограждения и указатели с названием. Сама платформа была заново заасфальтирована.
В сентябре—октябре 2018 года платформа была полностью демонтирована.

## Путевое развитие
От платформы к северу от магистральной линии уходил 2-километровый подъездной путь к Северо-Западной ТЭЦ. На весну 2017 года путь разобран полностью. На его месте проходит грунтовая дорога.